# 李成震
李 成震（イ・ソンジン、朝鮮語: 이성진、1985年3月7日 - ）は、大韓民国のアーチェリー選手。
2004年アテネオリンピックにて女子アーチェリー団体戦にて尹美進、朴成賢とともに金メダルを獲得し、個人戦では銀メダルを獲得した。また、2012年ロンドンオリンピックでは女子アーチェリー団体戦にて崔玄姝、奇甫倍とともに金メダルを獲得した。
2015年からは洪城郡庁に移籍し、選手兼任監督を務めている。

## 学歴
- 洪州初等学校
- 洪城女子中学校
- 洪城女子高等学校
- 全州紀全大学
- 全州大学校

## ウェブリンク
- 李成震 ミニホムピィ - サイワールド

- 李成震 - 世界アーチェリー連盟
- 李成震 - Sports Reference